# Katie Mactier
Katie Mactier (ur. 23 marca 1975 w Melbourne) – australijska kolarka torowa i szosowa, srebrna medalistka olimpijska i sześciokrotna medalistka torowych mistrzostw świata.

## Kariera
Pierwszy sukces w karierze Katie Mactier osiągnęła w 2001 roku, kiedy została mistrzynią Australii w szosowym wyścigu ze startu wspólnego. Największe sukcesy osiągała jednak w torowym wyścigu na dochodzenie. Pierwszy medal zdobyła na mistrzostwach świata w Stuttgarcie w 2003 roku, gdzie była druga, sukces ten powtórzyła także na rozgrywanych rok później mistrzostwach świata w Melbourne. Ponadto Mactier wywalczyła brązowe medale w wyścigu na dochodzenie podczas mistrzostw świata w Bordeaux w 2006 roku, mistrzostw w Palma de Mallorca w 2007 roku i mistrzostw w Manchesterze w 2008 roku. Najlepiej wypadła jednak na mistrzostwach świata w Los Angeles w 2005 roku, gdzie w tej samej konkurencji zwyciężyła. Australijka startowała również na igrzyskach olimpijskich w Atenach w 2004 roku, gdzie zdobyła srebrny medal w indywidualnym wyścigu na dochodzenie, ulegając tylko Sarze Ulmer z Nowej Zelandii. Cztery lata później, podczas igrzysk olimpijskich w Pekinie była siódma.